# White Knoll
White Knoll est une census-designated place située dans le comté de Lexington, dans l’État de Caroline du Sud, aux États-Unis. Lors du recensement de 2020, elle comptait 7 858 habitants.